# バルブロ・ベック＝フリース
バルブロ・ベック＝フリース(Barbro Beck-Friis 1931年3月11日- ）は、スウェーデンの教授、医学博士。認知症緩和ケア教育の専門機関であるスウェーデン王立財団シルヴィアホームの最高責任者。

## 略歴
バルブロ・ベック＝フリースは、1931年3月11日にスウェーデンのストックホルムに生まれる。ウプサラ大学にて医学教育を受けた後、1969年から1993年まで、モータラ病院で老人医学およびリハビリ学部長、医局長を務める。1993年より、ウストイエタランド県メディカルアドバイザーに任命される。
1996年より、シルヴィア王妃を会長とする認知症緩和ケア教育の専門機関でありデイケア施設であるシルビアホームの最高責任者であり、指導、教育を担当。